# 和歌山県道113号高野口停車場線
和歌山県道113号高野口停車場線（わかやまけんどう113ごう こうやぐちていしゃじょうせん）は、和歌山県橋本市を通る一般県道である。

## 概要
高野口停車場から橋本市高野口町名倉に至る。

### 路線データ
- 起点：和歌山県橋本市高野口町名倉（JR西日本和歌山線 高野口駅前）
- 終点：和歌山県橋本市高野口町名倉（名倉交差点、国道24号）
- 実延長：540 ｍ

## 歴史
本路線は、道路法（昭和27年法律第180号）第7条の規定に基づき、一般県道として1959年（昭和34年）に和歌山県が第1次認定した路線のひとつである。

### 年表
- 1959年（昭和34年）5月14日 - 和歌山県が一般県道として高野口停車場線を認定[1]。

## 地理

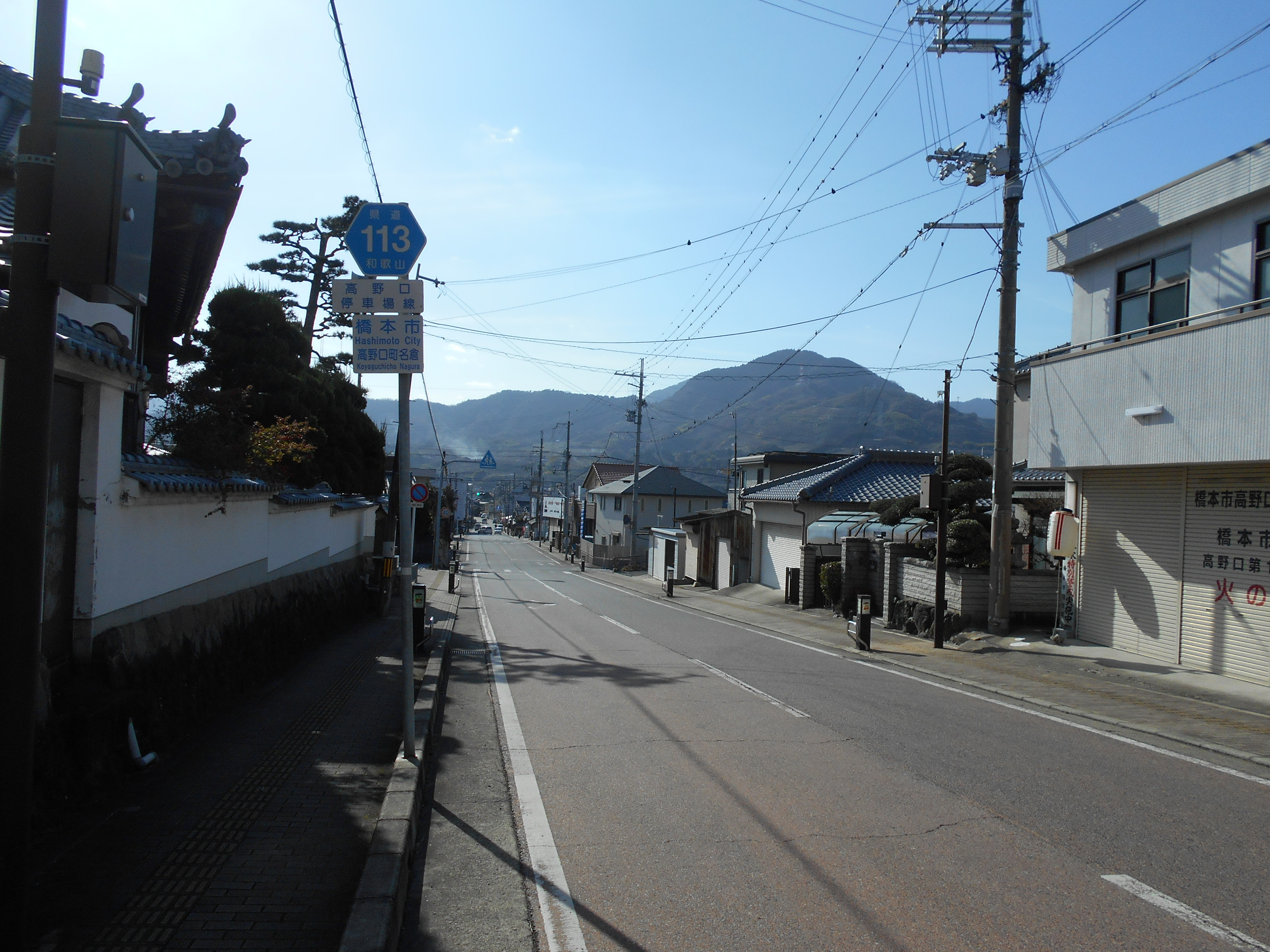

### 通過する自治体
- 和歌山県
  - 橋本市

### 交差する道路
| 交差する道路              | 交差する場所 | 交差する場所      |
| ------------------------- | ------------ | ----------------- |
| 和歌山県道112号九重名倉線 | 高野口町名倉 |                   |
| 国道24号                  | 高野口町名倉 | 名倉交差点 / 終点 |

### 沿線
- JR西日本和歌山線 高野口駅
- 橋本市立高野口小学校